# Aimee Lou Wood
Aimee Lou Wood (sinh ngày 3 tháng 2 năm 1994) là nữ diễn viên người Anh. Cô từng đóng một số vở kịch như Mary Stuart (2016–2017) và People, Places and Things (2017). Năm 2019, cô tham gia truyền hình với vai đầu tay trong sê-ri Sex Education (2019–2023) của Netflix, qua đó giành một giải Truyền hình Anh Quốc cho "Nữ diễn viên hài xuất sắc nhất".
Wood sau đó xuất hiện trong các phim điện ảnh The Electrical Life of Louis Wain (2021) và Living (2022), sê-ri phim Daddy Issues (2024) của BBC Three, các vở kịch Uncle Vanya (2020) và Cabaret (2023). Năm 2025, cô thủ vai chính trong mùa ba của loạt phim The White Lotus (2025) trên kênh HBO.

## Tiểu sử
Aimee Lou Wood sinh năm 1994 tại Stockport, Đại Manchester và lớn lên tại khu ngoại ô Bramhall. Mẹ cô làm nhân viên cho Childline, một dịch vụ tư vấn trẻ em, còn cha cô làm nhân viên bán ô tô. Chị cô, Emily, là chuyên gia trang điểm.
Thời điểm sau khi cha mẹ ly dị, Wood học Trung học Cheadle Hulme. Cô sau đó học một khoá dự bị diễn xuất tại trường Nghệ thuật Oxford. Năm 2017, cô tốt nghiệp bằng Cử nhân Nghệ thuật tại Học viện Kịch nghệ Hoàng gia.

## Danh sách phim

### Điện ảnh
| Năm  | Tên                               | Vai                  | Ct        | Nguồn  |
| ---- | --------------------------------- | -------------------- | --------- | ------ |
| 2020 | Hen                               | Jess                 | Phim ngắn | [ 10 ] |
| 2020 | Uncle Vanya                       | Sonya Serebryakova   |           |        |
| 2021 | The Electrical Life of Louis Wain | Claire Wain          |           | [ 11 ] |
| 2022 | Living                            | Miss Margaret Harris |           | [ 12 ] |
| 2024 | Seize Them!                       | Queen Dagan          |           | [ 13 ] |
| TBA  | Sweet Dreams                      | Dorothy              |           | [ 14 ] |

### Truyền hình
| Năm       | Tên             | Vai           | Ct                       | Nguồn         |
| --------- | --------------- | ------------- | ------------------------ | ------------- |
| 2019–2023 | Sex Education   | Aimee Gibbs   | Vai chính, 32 tập        | [ 15 ]        |
| 2024      | Alice & Jack    | Maya          | Sê-ri ngắn               | [ 16 ]        |
| 2024      | Daddy Issues    | Gemma         | Vai chính, đồng sản xuất | [ 17 ] [ 18 ] |
| 2025      | The White Lotus | Chelsea       | Vai chính, mùa ba        | [ 19 ]        |
| 2025      | Toxic Town      | Tracey Taylor | Sê-ri ngắn               | [ 20 ]        |
| 2025      | Film Club       | Evie          | Vai chính, đồng sáng lập | [ 21 ]        |